# 貓又站
貓又站（日语：／ Nekomata eki */?）是位於富山縣黑部市宇奈月町舟見明日音澤，屬於黑部峽谷鐵道本線的車站。本站因2024年能登半島地震的影響而變成黑部峽谷鐵道本線的臨時終點站。而本站也是日本全國所有鐵路車站的站名中，唯一帶有漢字「貓」字的車站。

## 歷史
- 1953年11月16日 關西電力取得地方鐵道許可，開設客運業務，此站啟用[5]。
- 2024年1月1日 受能登半岛地震影响，此站至鐘釣站区间受灾无法通行，此后所有旅客列车改为在此站折返[6]。
- 2024年10月5日 新站台建设完成，乘客可以在本站下车观景[7]。在此之前，本站只可讓關西電力職員上下車，一般乘客不可乘車；當區間運行需要在此站折返時，一般乘客不可下車，需要乘坐相同列車折返。

## 車站構造
本站的所在地位於海拔358米處，是為了連接關西電力黑部川第二發電站（通稱：貓又發電站）而興建的車站（業務用途），並在該處設有職員宿舍。站內設有連接貓又發電站的引込線、站名牌和站房。本站在2024年前不會有旅客列車在此停靠。截至2014年9月17日，由於第二發電站需要遷移發電機而進行地基改善工作，約50名工作人員在該處宿舍住宿。
本站在2024年受能登半島地震影響而变为临时终点站后，黑部峡谷铁道在站內新建長度更长的站台，以容纳旅客列车上落客。同時貓又站也增设小型瞭望台、临时游客问询处和供遊客使用的流动厕所。

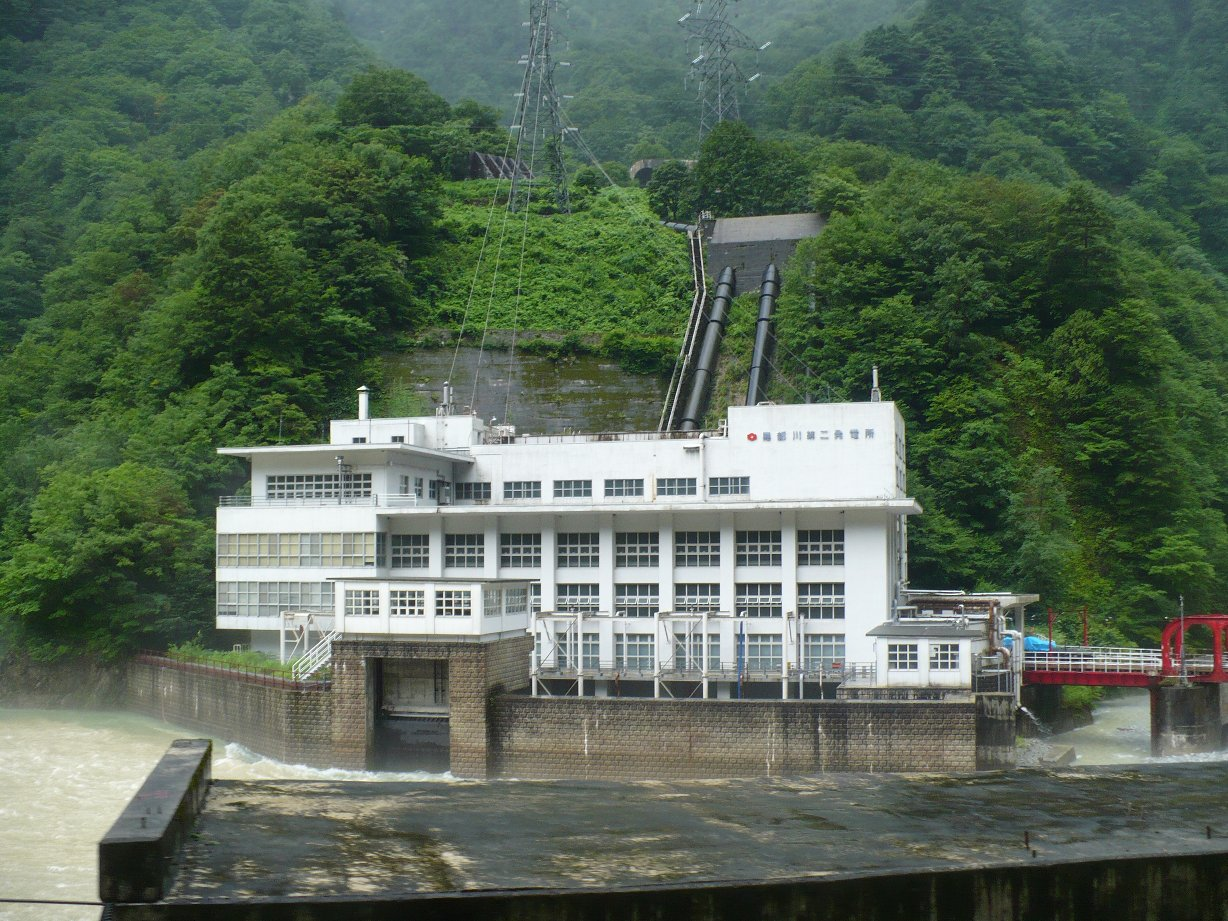
站內望向黑部川第二發電站
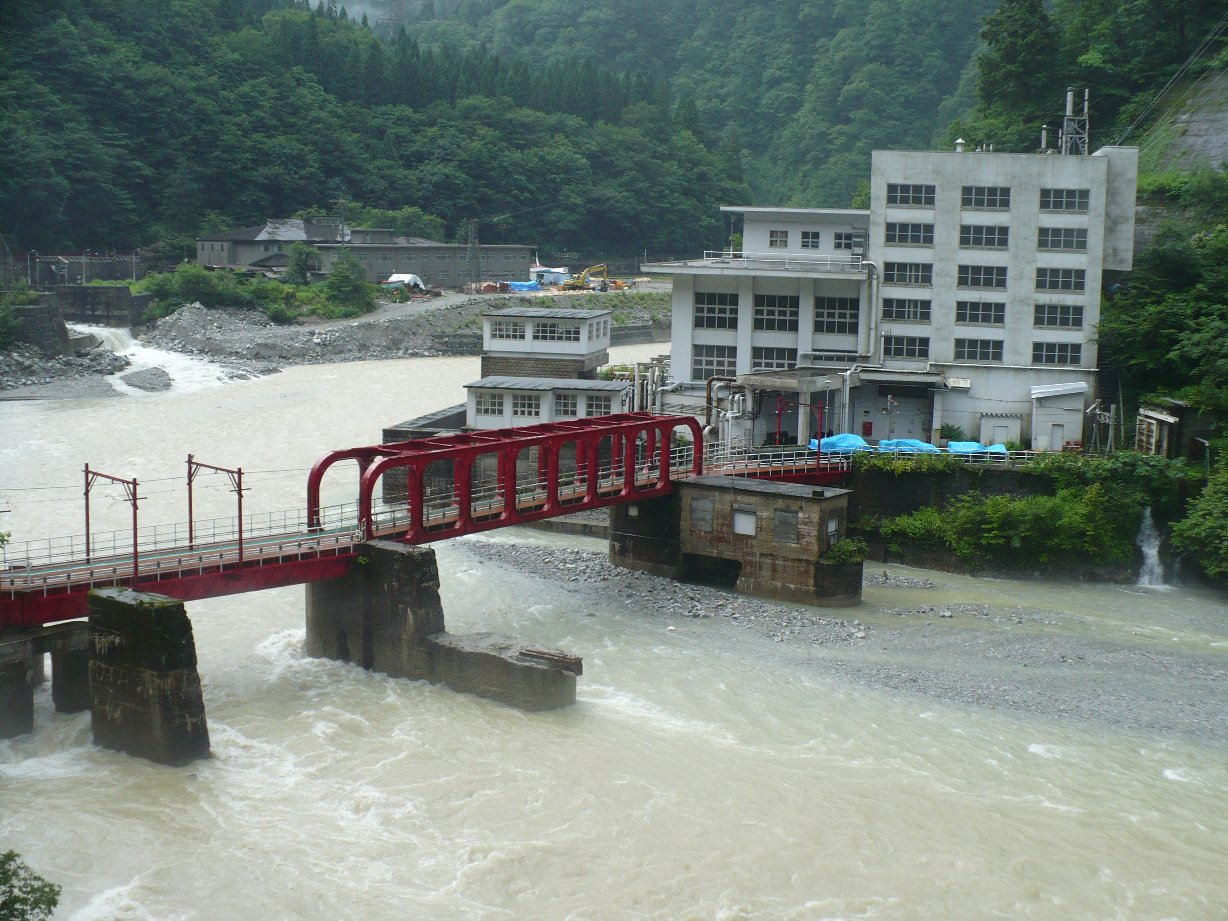
貓又站與黑部川第二發電站連接的目黑橋，站前設有引込線連接發電站

## 相鄰車站
黑部峽谷鐵道
本線
關西電力專用列車
出平－貓又－鐘釣
旅客列車
黑薙－貓又－鐘釣
- 2024年起，因能登半島地震受災，列車無法前往鐘釣站而在此站折返。
- 2024年前，所有旅客列車通過此站。

## 注腳
1. 1 2 3  . 読売新聞社. 2024-10-04  [2025-05-04]. （原始内容存档于2025-02-24） （日语）.
2. 1 2  . 日テレNEWS NNN. 2024-10-04  [2025-05-05]. （原始内容存档于2025-05-05） （日语）.
3. ↑  . 産経新聞社. 2024-11-01  [2025-05-04]. （原始内容存档于2025-02-24） （日语）.
4. ↑  . TBS NEWS DIG. 2024-12-05  [2025-05-05]. （原始内容存档于2025-05-05） （日语）.
5. ↑  今尾惠介監修《日本鉄道旅行地図帳 6号北信越》 新潮社 2008年10月18日 p.39
6. ↑  . NHK. 2024-08-28  [2025-02-24]. （原始内容存档于2024-09-18） （日语）.
7. 1 2  . 黒部峡谷鉄道トロッコ電車. 2024-10-03  [2025-02-24]. （原始内容存档于2024-11-16） （日语）.
8. ↑  . NHK. 2024-10-04  [2025-05-05]. （原始内容存档于2025-05-05） （日语）.
9. ↑  . 中日新聞社. 2024-10-04  [2025-05-05]. （原始内容存档于2025-05-05） （日语）.